# Camponotus exiguoguttatus
Camponotus exiguoguttatus är en myrart som beskrevs av Auguste-Henri Forel 1886. Camponotus exiguoguttatus ingår i släktet hästmyror, och familjen myror. Inga underarter finns listade.